# Christian Dior, S. A.
Christian Dior, S. A. (més conegut com a Dior) és un minorista d'articles de moda i cosmètica francès que pertany al grup LVMH (Moët Hennessy • Louis Vuitton, S. A.), la companyia, en si, controla el 42% de les accions, i el 59,01% dels drets de vot dins de LVMH. La companyia va ser fundada a París l'any 1947 pel dissenyador de moda Christian Dior.
La unitat operativa de, Christian Dior Couture, dissenya i elabora alta costura, així com moda prêt-à-porter, moda masculina i accessoris. Christian Dior disposa de 160 boutiques repartides per tot el món. La seva seu es troba París, rue François 1. Er.

## Història
Fundada a París l'any 1947 per Christian Dior, Christian Dior. S. A és una de les cases de moda d'alta costura més emblemàtiques de la història. Models com "Bar Tailleur", "Chérie" o "Diorama" han format part de la història de la marca i en els seus moments van fer que l'empresa es fes un lloc dins l'àmbit de l'alta costura europea.
Al llarg del temps la companyia ha patit canvis en els dissenyadors. Yves Saint Laurent, Raf Simons o John Galliano s'han encarregat de dissenyar per a l'empresa.
L'octubre de l'any 1957, el dissenyador i fundador de la boutique d'alta costura va patir un atac cardíac causant-li la mort. Després d'aquest succés, l'empresa va quedar en mans del seu ajudant i substitut Yves Saint Laurent.
Saint Laurent (amb vint-i-un anys) es va encarregar de portar l'empresa i de ser el seu dissenyador.
En l'any 1996, John Galliano va ser contractat com el dissenyador cap de Christian Dior pel propietari de la companyia, el grup LVMH. El març del 2011, Galliano va ser suspès i després acomiadat de l'empresa a causa d'un succés que va tenir lloc en una cafeteria a París. El dissenyador, ebri, va insultar a una parella de jueus, fent afirmacions com "Amo a Hitler" o "La gent com vosaltres hauria d'estar morta (...) tots haurien d'haver sigut gasejats".
L'any 1998 l'empresa va adquirir Gerbe Paris, un fabricant francès de calceteria arruïnat. És una de les parts més importants i productiva de la companyia del magnat de negocis Bernard Arnault, que és una de les persones més riques del món.

## Producció
Christian Dior produeix, distribueix i ven productes de moda i vestimenta per tot el món. La seva producció és una de les més grans d'Europa. Tot i que als seus principis, la marca tenia una producció limitada d'articles que només podia adquirir una clientela especial, va començar a produir la moda prêt-à-porter que la van catalogar com un èxit internacional i amb el pas del temps s'ha adaptat a les tendències de cada època.

## Col·laboracions
Dior ha col·laborat en diverses ocasions amb altres empreses i dissenyadors de moda com Nike, Colette, Rimowa o Kaws.
La col·laboració de Dior amb Nike "Air Dior" (anomenada així per fer referència a la col·laboració entre les dues companyies Air Jordan i Dior) es tracta d'una sèrie d'articles prêt-à-porter amb emblemàtic logotip d'Air Jordan citant el nom de la col·laboració junt amb dos models d'Air Jordan 1' s.
Els models d'Air Jordan 1, van sorgir de la col·laboració entre Dior i Kim Jones amb Jordan Brand, elaborant un disseny de Jordan 1 Retro (les "high" i les "low") amb el monograma de Dior brodat dins del "Swoosh" de Nike.
Dior i Nike va produir una quantitat limitada de 13.200 parells de sabates "Air Dior".
8.500 parells de "Jordan 1 Retro High" a un preu de sortida de 1900 € i 4.700 parells de "Jordan 1 Retro Low" a un preu de sortida de 1.700 €.

## Pel·lícules
La roba de Dior ha estat utilitzada en moltes pel·lícules. En Pànic a l'escena, d'Alfred Hitchcock, el vestuari de el personatge interpretat per Marlene Dietrich és de la maison francesa. També en 1963, Marisol va lluir un disseny de la signatura Dior3 en el film "Marisol rumbo a Río" (cantant "Guajiras" a la coberta d'un vaixell rumb al Brasil). El disseny original del vestit de Marisol, estil flamenc, en realitat era blanc. Posteriorment li van cosir unes estovalles vermelles a quadres (estampat de Vichy) per simular el davantal flamenc.

## Galeria

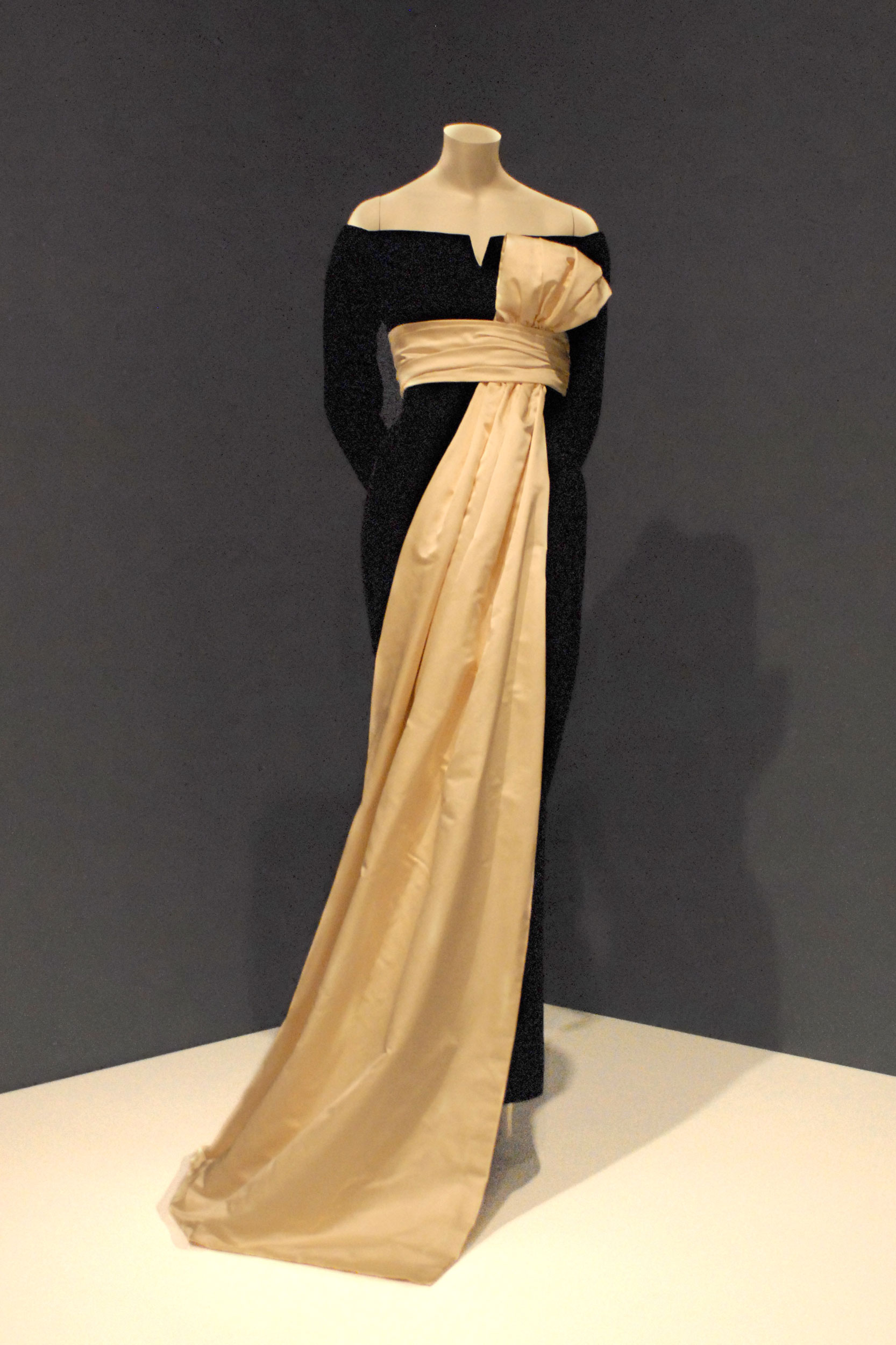
Vestit de Dior, usat per la model Dovima en la fotografia Dovima amb elefants de Richard Avedon.
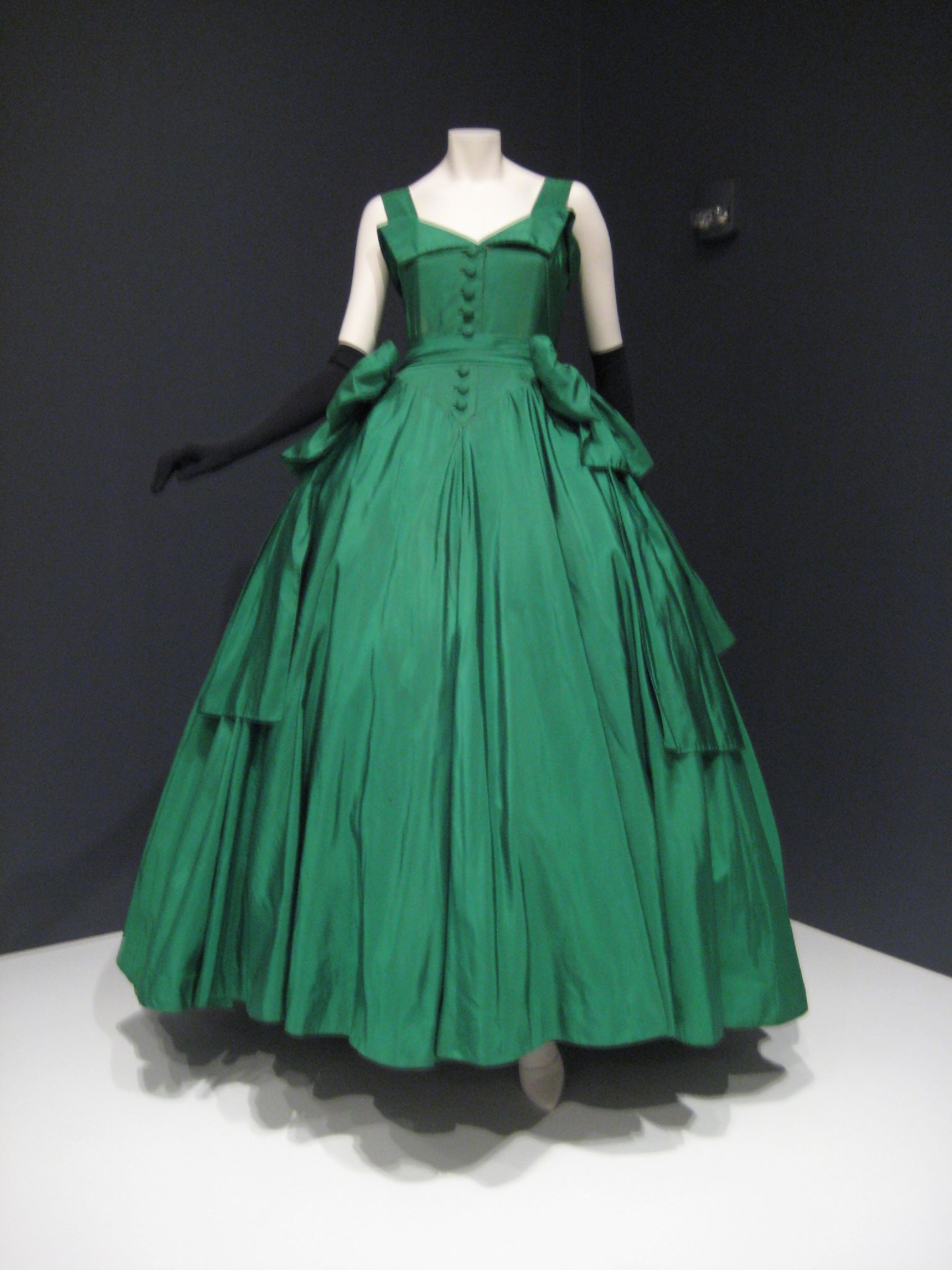
Vestit de Dior, exhibit en l'Indianapolis Museum of Art.
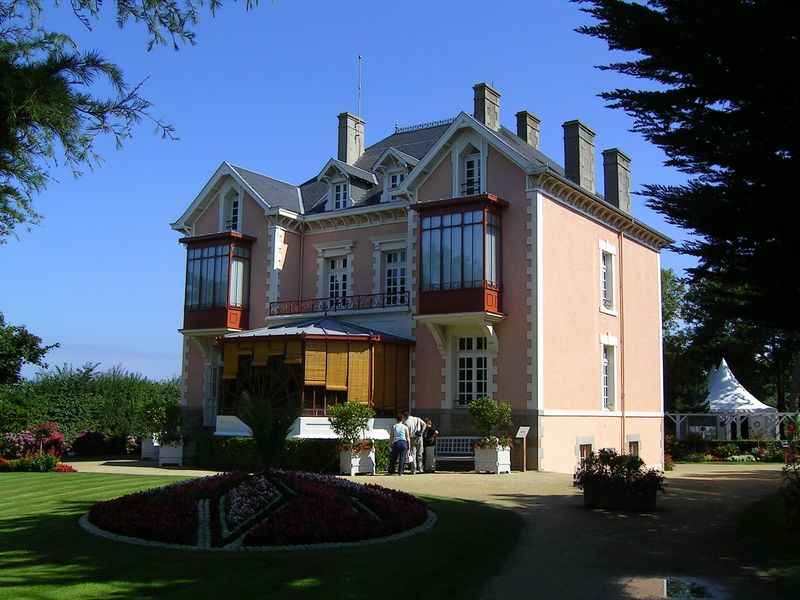
Casa i museu de Dior a Granville.